# 皱革菌属
皱革菌属（学名：Cladoderris）是皱孔菌科下的一个属。

## 下属物种
本属包括以下物种：
- 皱革菌 Cladoderris dendritica
- Cladoderris lugubris Rick
- Cladoderris platensis Speg.